# Myrgölen
Myrgölen är en sjö i Nässjö kommun i Småland och ingår i Motala ströms huvudavrinningsområde.